# ری گوردی
ری گوردی (انگلیسی: Ray Gordy؛ زادهٔ ۲۳ مارس ۱۹۷۹) کشتی‌گیر کشتی حرفه‌ای اهل ایالات متحده آمریکا است.